# 伊藤梨花子
伊藤 梨花子（いとう りかこ、2000年2月16日 - ）は、日本の女性声優。東京都出身。Breathe Arts所属。

## 来歴
小学校5年生の時から田村ゆかりに憧れて声優を志し、代々木アニメーション学院高等部に入学する。
在学中の2017年に『舞台「けものフレンズ」』にシロナガスクジラ役で出演。同年10月、ソニー・ミュージックアーティスツ（SMA）主催の「第6回アニストテレス」でファイナリストに残り、同事務所の育成声優所属となったが、2019年4月に退所。
2019年6月に声優・緒方恵美が開設した俳優私塾「Team BareboAt」のオーディションに合格し第1期生となる。2020年4月にBreathe Artsへ移籍した。
2020年7月22日よりメディアミックス企画『Cheer球部!』で主人公の援川千明役を務め、メインキャスト10名による声優ユニット「Qace」のメンバーとしても活動していた。
2025年1月1日付けでBreathe Arts預かりから所属となる。

## 人物
趣味はコスプレ。特技は日本舞踊、ベース。
影響を受けた作品は、『ダンガンロンパ 希望の学園と絶望の高校生 THE ANIMATION』『マクロスF』『けいおん！』『Angel Beats!』　『STEINS;GATE』。

## 出演
太字はメインキャラクター。

### テレビアニメ
2024年
- 結婚指輪物語（店員）
- 魔導具師ダリヤはうつむかない（店員B）

2025年
- BanG Dream! Ave Mujica（生徒E、ファンE）
- 地縛少年花子くん2（生徒E、生徒D、生徒A、生徒、通行人 他） - 2シリーズ

### 劇場アニメ
- カメの甲羅はあばら骨（2022年）
- ベルサイユのばら（2025年[20]）

### ゲーム
- ファミコン探偵俱楽部 笑み男（2024年、番号案内、通行人[21]）
- HUNDRED LINE -最終防衛学園-（2025年、九十九過子[22]）

### ボイスコミック
- 週刊少年ジャンプ ジャンプチャンネル「負けヒロインを勝たせたい!!」（2021年、川島まなか[23]）

### ボイスドラマ
- みらい文庫ちゃんねる「ことばけ！ 〜ツンツンでもふもふな皇子が私のパートナー!?〜」（2021年、ナレーター、尾野ひびき[24]）
- 山口勝平のドラマティックRadio「報われなかった村人A、貴族に拾われて溺愛される上に、実は持っていた伝説級の神スキルも覚醒した」（2022年、トマス[25]）

### 吹き替え
- マックスと僕　僕は天使に恋をした（2025年、女生徒）
- アドレセンス（2025年、女生徒）

### 舞台
- 舞台「けものフレンズ」（初演：2017年6月14日 - 18日、品川プリンスホテル クラブeX / 再演：2018年1月13日 - 21日、AiiA 2.5 Theater Tokyo） - シロナガスクジラ、セルリアン 役[5]

### 朗読劇
- 囁きの花束 2021 -healing reading live-（2021年3月7日、晴れたら空に豆まいて）[26]
- 囁きの花束 2022 -healing reading live-（2022年5月5日、晴れたら空に豆まいて）[27]
- 15 Minutes Made in 本多劇場「真夜中の屋上で」（2023年2月22日 - 26日、本多劇場）[28]
- 囁きの花束 2023 -healing reading live-（2023年4月29日、晴れたら空に豆まいて）[29]
- TBA Lab. PRODUCE「不思議な少年 -a Wonder Boy-」（2023年9月9日・10日、HEAVEN’S ROCK VJ-4 / 2024年1月13日・14日、THE LIVE HOUSE soma / 3月2日・3日、F.A.D YOKOHAMA / 5月2日・3日、晴れたら空に豆まいて ）
- TBA Lab. PRODUCE「銀河旋律-THE STARDUST MELODY-」（2024年11月3日、ライオンシアター / 2024年11月8日・9日、晴れたら空に豆まいて ）
- 囁きの花束 2025 -healing reading live-（2025年5月2日・3日、晴れたら空に豆まいて）[30]
- 朗読劇『少年のアビス』presented by eeo Stage（2025年7月3日 - 6日、あうるすぽっと） - 学生時代の夕子、観光客役

### ラジオ
※はインターネット配信。
- Cheer球部! 全校応援ラジオ ちあたま、さくよ!（2020年、音泉※ ）-メインパーソナリティ[1][8]
- Cheer球部! RADIO！かっせ！かっせ！Qace！（2021年、音泉※）-メインパーソナリティ[31]
- 声優の音声学ラジオ（2024年 - 2025年エフエムひこね[32]）

### その他
- ダンガンロンパ10周年記念番組「ダンガンテレビ～希望は前へ進むんだ！～」（2020年、購買部通信 希望ヶ峰学園予備学科生[33]）
- Cheer球部!（2020年 - 2022年、 援川千明[8]）

## ディスコグラフィ

### キャラクターソング
| 発売日         | 商品名                                     | 歌                     | 楽曲                          | 備考                  |
| -------------- | ------------------------------------------ | ---------------------- | ----------------------------- | --------------------- |
| 2020年11月25日 | HIT&CHEER!                                 | Cheer球部！            | 「HIT&CHEER!」                | 『Cheer球部！』関連曲 |
| 2020年11月25日 | HIT&CHEER!                                 | 援川千明（伊藤梨花子） | 「全力オーライっ☆」           | 『Cheer球部！』関連曲 |
| 2021年03月31日 | ダイヤみたいなGLORY DAYS                   | Qace                   | 「ダイヤみたいなGLORY DAYS」  | 『Cheer球部！』関連曲 |
| 2021年09月29日 | Power of Voice/輝きはここにある            | Qace                   | 「Power of Voice」            | 『Cheer球部！』関連曲 |
| 2021年12月22日 | Cheer球部！ユニットミニアルバム            | HappyHappyHoney        | 「レジェンダリー・ハッピー☆」 | 『Cheer球部！』関連曲 |
| 2022年03月30日 | 薄紅のカノン/アーティスティック☆ドリーマー | Qace                   | 「薄紅のカノン」              | 『Cheer球部！』関連曲 |

### 参加楽曲
- DUSTY FRUITS CLUB「Herz」（2019年4月29日、2ndアルバム『Un Suono』収録） - コーラス[メンバー 4][34]
- 緒方恵美
  - 「Try Out, Go On!」（2021年4月21日、13thアルバム『劇薬 -Dramatic Medicine-』収録） - コーラス[35]
  - 「Ready」（2023年2月15日、アニソンカバーミニアルバム『アニメグ。30th』収録） - コーラス[36]
- angela「アロハTraveling」（2023年10月25日、11thアルバム『Welcome!』収録） - コーラス[37]

### ユニットメンバー
1. 1 2  援川千明（伊藤梨花子）、春原珠希（田中有紀）、水城アリサ（須藤叶希）、古村伊織（飯野美紗子）、川端華（鈴木陽斗実）、長宮小町（神戸光歩）、真田歩（片平美那）、入野沢さくら（岩淵桃音）、山科ほたる（古川未央那）、瑞野磨子（藍本あみ）
2. 1 2  援川千明（伊藤梨花子）、春原珠希（田中有紀）、水城アリサ（須藤叶希）、古村伊織（飯野美紗子）、川端華（戸張琴子）、長宮小町（神戸光歩）、真田歩（片平美那）、入野沢さくら（逢来りん）、山科ほたる（古川未央那）、瑞野磨子（藍本あみ）
3. ↑  真田歩（片平美那）、援川千明（伊藤梨花子）、長宮小町（神戸光歩）、瑞野磨子（藍本あみ）
4. ↑  白河みずな、辻史人、酒井夏海、櫻井和久、悠月ひまり、天里月乃、双葉莉子

### シリーズ一覧
1. ↑  第1クール（2025年）、第2クール（2025年）